# Albion Vrenezi
Albion Vrenezi (* 4. Oktober 1993 in der Bundesrepublik Jugoslawien) ist ein kosovarischer Fußballspieler, der zuletzt beim deutschen Drittligisten Viktoria Köln unter Vertrag stand.

## Karriere
Vrenezi kam mit seiner Mutter und seinem jüngeren Bruder als Dreijähriger aus der damaligen BR Jugoslawien nach Deutschland, wo der Vater bereits lebte und arbeitete. In der neuen Heimat München spielte der junge Albion zunächst mit den Harras Bulls, einem von der Initiative Bunt kickt gut verantworteten Mannschaft, auf Bolzplätzen in der Nachbarschaft. Gemeinsam mit Mitspielern wie Robert Glatzel, Liridon Krasniqi oder Dušan Jevtić nahm Vrenezi auch an Turnieren in Österreich oder der Schweiz teil. Als Vierzehnjähriger gelangte der Kosovare über ein Straßenfußballturnier in München in die nächste Runde nach Augsburg und schließlich ins Finale nach Köln, dessen Schirmherren unter anderem Klaus Fischer und Rüdiger Abramczik waren. Anschließend gewann er als 22. der 22 besten Spieler dieses Finalturniers die Teilnahme an einem einwöchigen Trainingslager mit Fischer und Abramczik.
Beim SV Planegg-Krailing im oberbayerischen Landkreis München begann Vrenezi schließlich mit dem Vereinsfußball und wurde dort bis zum Alter von 20 Jahren ausgebildet. Eigenen Aussagen zufolge war Vrenezi als Jugendlicher klein und schmächtig, was trotz seiner vielen Tore ein Grund dafür gewesen sein könnte, dass ihn kein größerer Verein aus der Region berücksichtigte. Während seiner Zeit in Planegg ging Vrenezi auf die Walter-Klingenbeck-Schule in Taufkirchen, eine Eliteschule des Fußballs. Generell besuchten viele Jugendspieler des FC Bayern sowie des TSV 1860 München diese Bildungseinrichtung, während Vrenezis Zeit waren auch die späteren Profis Dušan Jevtić und Julian Green dort Schüler. Der Offensivspieler, der mit der C-Jugend des Vereins in der zweithöchsten Spielklasse vertreten war, musste als A-Jugendlicher einen Meniskusriss, der zwei Operationen nach sich zog, hinnehmen, was ihn neben seinen physischen Proportionen aus dem Fokus größerer Vereine genommen haben könnte. Sein erstes Jahr nach der Jugendabteilung verbrachte Vrenezi dann noch bei der ersten Herrenmannschaft Planeggs, die in der siebtklassigen Bezirksliga spielte. Dort profitierte er eigenen Aussagen zufolge auch von Spielern, die sich am Ende ihrer Karriere befanden und zuvor bereits höherklassig gespielt hatten.
2013 wechselte Vrenezi zum FC Unterföhring in die fünftklassige Bayernliga, für den er in 64 Partien 20 Treffer erzielen konnte. Parallel dazu absolvierte er nach Erlangung seiner mittleren Reife bei Siemens eine Ausbildung zum Konstruktionsmechaniker, die er im Frühjahr 2015 erfolgreich abschloss. Bereits ein halbes Jahr zuvor war Manuel Baum, der Leiter der Nachwuchsabteilung des FC Augsburg, auf ihn zugekommen und hatte ihm einen Wechsel in die U23 der Fuggerstädter angeboten, welcher zur Regionalligasaison 2015/16 realisiert wurde. Bei den Schwaben konnte der Offensivspieler erstmals unter professionellen Bedingungen spielen und trainieren. Unter Trainer Christian Wörns verdiente sich der überwiegend neben Julian Günther-Schmidt oder Marco Richter im Angriff spielende Kosovare zehn Scorerpunkte und hielt mit der Mannschaft die Klasse, nachdem 1860 Rosenheim in der Abstiegsrelegation bezwungen wurde. Die Folgespielzeit verlief für Vrenezi und das Team dann aber weitaus besser. Man belegte stets einstellige Tabellenplätze und verpasste mit 57 Punkten nur knapp die Vizemeisterschaft hinter dem FC Bayern München II (58 Punkte), während die SpVgg Unterhaching mit nur einer Niederlage und ganzen 83 Zählern souveräner Meister wurde. Der Kosovare wurde überwiegend auf den offensiven Flügeln eingesetzt, traf regelmäßig oder bereitete Treffer seiner Teamkollegen vor, gegen den Liganeuling SV Seligenporten erreichte man mit einem 12:0 gar den höchsten Saisonsieg.
Im Mai 2017 unterschrieb Vrenezi einen Vertrag beim Zweitligisten SV Sandhausen. Der Verein sah vor, ihn zunächst in die 3. Liga zu verleihen, um Spielpraxis im Profibereich zu sammeln. Bereits in der Sommerpause erhielt der Spieler ein Angebot des Zweitligakonkurrenten SSV Jahn Regensburg, Sandhausen wollte den Kosovaren jedoch nicht freigeben. Im August einigten sich die Vereine letztendlich über eine Ablösesumme und Vrenezi wechselte in die Oberpfalz.
Am 15. August 2017 spielte er das erste Mal für den Jahn. Beim 2:2 der zweiten Mannschaft gegen den FC Sturm Hauzenberg in der Landesliga Bayern wurde er zur zweiten Halbzeit eingewechselt. Sein Debüt im Profibereich gab er fünf Tage später beim 4:2-Auswärtssieg in Ingolstadt.
Zur Drittligasaison 2019/20 wurde der Offensivspieler für ein Jahr an die Würzburger Kickers verliehen. Mit den Würzburgern gelang ihm der Aufstieg in die 2. Bundesliga. Vrenezi hatte mit fünf Toren in 32 Einsätzen dazu beigetragen. Nach Ablauf der Leihe kehrte Vrenezi im Sommer 2020 zum SSV Jahn Regensburg zurück, wo er in der Hinrunde der Zweitligasaison 2020/21 bei allen Partien in der Startelf stand. Nach dem 5. Spieltag berief der Kicker Vrenezi nach seinen beiden Treffern beim Spiel des SSV Jahn Regensburg gegen Eintracht Braunschweig (Endstand 3:0) zum Spieler des Tages.
Da sich Verein und Spieler darauf geeinigt hatten, den Vertrag nicht zu verlängern, verließ Vrenezi nach Saisonende den SSV Jahn und wechselte zur Saison 2021/22 ablösefrei in die 3. Liga zu Türkgücü München. Im März 2022 musste der Verein auf Grund finanzieller Schwierigkeiten den Spielbetrieb einstellen, bis dahin kam Vrenezi in 30 von insgesamt 31 absolvierten Partien zum Einsatz. 
Im Mai 2022 gab der TSV 1860 München bekannt, dass der zuletzt vereinslose Vrenezi ablösefrei zu den Münchner Löwen wechselt. In seiner ersten Spielzeit konnte er in 33 Partien sechs Tore erzielen und landete am Ende mit den Löwen im Tabellenmittelfeld. Im Sommer 2024 verließ er den Verein und schloss sich für die Spielzeit 2024/25 Viktoria Köln an.

## Erfolge
- Bayerischer Toto-Pokal-Sieger: 2021 mit Türkgücü München
- Mittelrheinpokal-Sieger: 2025 mit Viktoria Köln